# Joan Obradors i Robert
Joan Obradors i Robert (L'Havana, Cuba, 1844 - Barcelona, Catalunya, 1895) fou un pianista i compositor nascut a Cuba de pares catalans i establert a Barcelona ja de ben jove.
Descendia d'una família oriünda de Moià (Moianès), i estudià a París on va rebre lliçons de Louis Moreau Gottschalk, del qual en fou sempre un devot admirador. Debutà a Barcelona amb un concert al Teatre Principal amb gran èxit i el 1864 donà diversos concerts a Madrid. El 1894 fou nomenat professor de piano de l'Escola Municipal de Música de Barcelona.
Se li deuen algunes notables composicions per a piano.
Era cosí germà del catedràtic de filosofia i lletres, Sebastià Obradors.